# Aleisanthia
Aleisanthia es un género con dos especies de plantas con flores perteneciente a la familia Rubiaceae. Es originario de la Península de Malaca

## Especies
- Aleisanthia rupestris
- Aleisanthia sylvatica